# Princess Tutu
Princess Tutu (Japans: プリンセスチュチュ, Purinsesu Chuchu) is een Japanse anime-serie geproduceerd door animatiestudio Hal Film Maker. Het valt in het genre van de mahō shōjo ("magisch meisje") en combineert fantastische, dramatische en romantische elementen. Het verhaal gaat in eerste instantie over een jonge danseres die het gebroken hart van een prins herstelt. De ontwikkeling van de personages en de plot zijn echter een expliciet thema. De reeks bevat dus ook metafictie. Verder verwijst Princess Tutu naar sprookjes en balletten. Het lelijke eendje en Het zwanenmeer zijn de voornaamste.
NHK zond de serie in twee seizoenen uit tussen augustus 2002 en mei 2004. In 2003 verscheen er een tweedelige manga.

## Inhoud
Drosselmeyer, een schrijver van wie de verhalen tot leven komen, stierf voor zijn sprookje De prins en de raaf af was. De raaf ontsnapte uit het verhaal, maar Prins Mytho sloot hem op door zijn eigen hart te breken. Mytho verloor daarbij zijn emoties en herinneringen. Drosselmeyer wil dat het verhaal een einde krijgt, ook al is hij dood. Hij benadert een kleine eend die verliefd is op prins Mytho. Drosselmeyer geeft de eend een hanger die haar omtovert, eerst tot een gewoon meisje en dan in de ballerina Prinses Tutu. Tutu moet de emoties van Mytho terugvinden en zo het hart van de Prins herstellen.
Rue, de dochter van de raaf, werkt Tutu tegen. Haar magisch alter ego is de zwarte ballerina Prinses Kraehe. Ook Fakir, de jongen die Mytho vond nadat die uit het verhaal ontsnapte, probeert aanvankelijk om Tutu te stoppen. Hij vreest dat de raaf zal terugkeren wanneer zij het hart van Mytho herstelt. Bovendien leert de eend dat Prinses Tutu haar liefde voor Mytho niet kan bekennen. Zou ze dat doen, dan verandert ze in een sprankeltje licht. Desondanks gaat Tutu door met haar taak.
Later ontdekt Tutu dat haar hanger het laatste deel van Mytho's hart is. Ze geeft het terug en wordt weer een eend. Eens het hart van de Prins hersteld is, verschijnt de raaf. De Prins, de eend en Fakir weten hem echter te verslaan. De Prins keert met Rue terug naar het sprookje. De eend en Fakir blijven vrienden en Drosselmeyer gaat op zoek naar een ander verhaal.

## Personages
- Drosselmeyer: Een schrijver van wie de verhalen tot leven komen. Hij creëerde de Prins en de raaf. Drosselmeyer is ook verantwoordelijk voor de introductie van Prinses Tutu.
- Eend/Ahiru/Prinses Tutu: Een eend die verliefd is op de Prins. Drosselmeyer verandert haar in een meisje, Ahiru. Ahiru kan ook transformeren in Princes Tutu en spoort de emoties van de Prins op.
- Prins Mytho: De Prins uit Drosselmeyers verhaal. Hij verloor zijn emoties toen hij de raaf opsloot.
- Fakir: De jongen die de Prins vond en hem beschermt. Eerst werkt hij Tutu tegen, maar nadien besluit hij haar te helpen.
- Rue/Prinses Kraehu: De dochter van de raaf. Zij is verliefd op de Prins en heeft schrik dat hij haar liefde niet zal beantwoorden wanneer hij zijn hart terug heeft.
- De raaf: Een kwaadaardige vogel en de antagonist uit het verhaal van Drosselmeyer.